# Osterley (metrostation)
Osterley is een station van de metro van Londen aan de Piccadilly Line.

## Geschiedenis
Op 1 mei 1883 opende de District Railway (DR), de latere District Line, een station bij Osterley als onderdeel van de verlenging van haar lijn ten westen van Acton Town tot Hounslow Town. Dit station met de naam Osterley & Spring Grove lag bij de kruising van de metro met de Thornbury Road. 
In 1903 werd begonnen met de elektrificatie van de DR tussen Acton en Hounslow en vanaf toen reden de metro's ten westen van Osterly & Spring Grove om en om naar Hounslow Town en Hounslow Barracks over de in 1884 geopende verlenging verder naar het westen. De elektrificatie van Hounslow-tak (Hounslow Barracks – Acton Town) was gereed op 13 juni 1905. Naast de vervanging van de stoomtractie werd op deze dag ook het spoor tussen Osterley en  Heston & Hounslow gesloten en werd een nieuwe verbindingsboog geopend tussen Hounslow Town en   Heston & Hounslow. De metro's moesten vervolgens standaard kopmaken in Hounslow Town. Dit kopmaken was operationeel geen succes en tussen de verbindingsbogen werd een nieuw station gebouwd. Dit nieuwe station werd op 2 mei 1909 geopend ter vervanging van het kopstation dat toen samen met de verbindingsbogen voorgoed gesloten werd. 
Na de Eerste Wereldoorlog wilde de UERL, eigenaar van zowel de Great Northern Piccadilly & Brompton Railway (GNP&BR), de latere Piccadilly Line, als de DR, de GNP&BR verlengen naar nieuw te bouwen woonwijken in het noordoosten. Ten westen van Hammersmith zou de GNP&BR volgens de plannen van UERL als sneldienst naast de DR gaan rijden om de reistijden tussen de woongebieden in het westen en de binnenstad te bekorten. Dit plan werd tegengewerkt door vervoerders die de voorstadslijnen met stoomtractie uitbaatten en bang waren dat de elektrische metro klanten zou afsnoepen. In 1925 werd de Great West Road langs Osterley geopend en op 1 december 1925 kregen de stations in Hounslow een nieuwe naam,  Heston & Hounslow werd Hounslow Central, Hounslow Town werd Hounslow East en Hounslow Barracks werd Hounslow West. In 1929 werd alsnog begonnen met de uitvoering van de plannen van de UERL. Net als bij meerdere andere stations van de DR in het westen, die bediend zouden gaan worden door de Piccadilly, kreeg Osterley een nieuw station. In juni 1931 werd besloten om dit te bouwen aan de nieuwe Great West Road waar deze de metro kruist, ongeveer 300 meter ten westen van het station uit 1883.     
Vanaf 13 maart 1933 reden de metro's van de Piccadilly ten westen van Northfields door tot Hounslow West. Het nieuwe station aan de Great West Road werd op 25 maart 1934 geopend onder de naam Osterley, het station Osterley & Spring Grove werd gesloten, hoewel het stationsgebouw bleef staan en het is nu een spookstation. Van 25 maart 1934 tot 9 oktober 1964 werd Hounslow Central zowel door de Piccadilly als de District bediend, sindsdien is de Piccadilly de enige lijn die Hounslow Central aandoet.

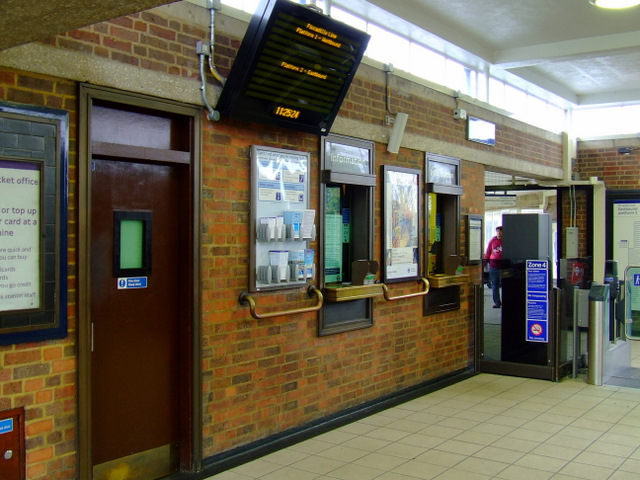
De stationshal met loketten en ov-poortjes
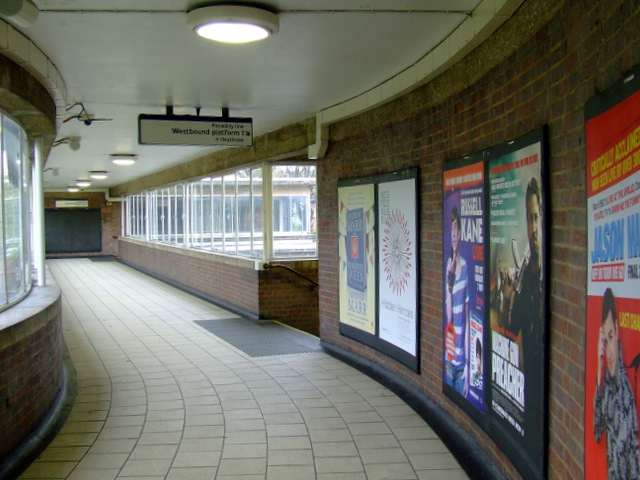
De loopbrug over de sporen
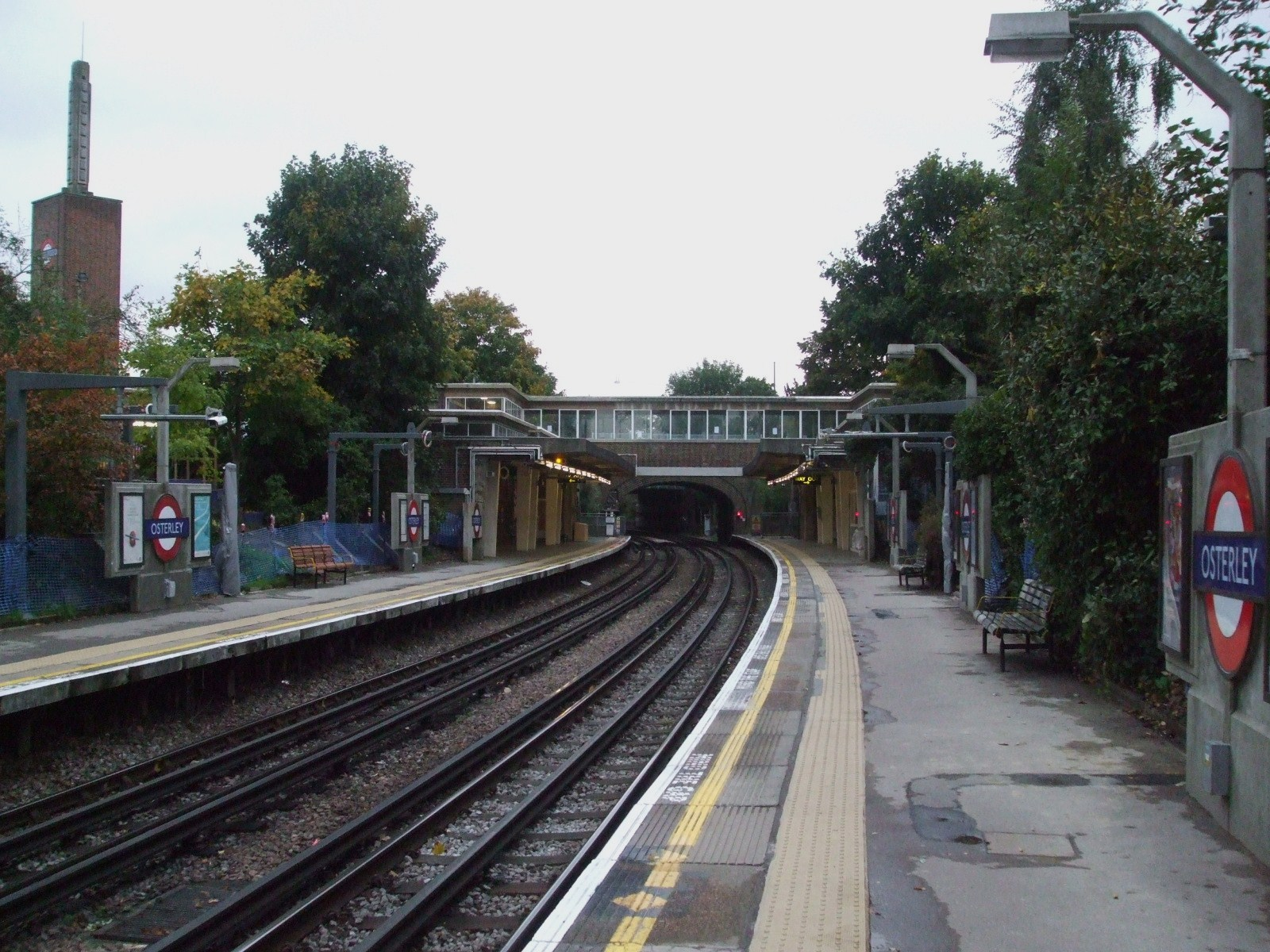
Het station gezien uit het oosten

## Ligging en inrichting
Het station ligt aan Great West Road (A4) dicht bij het Osterley Park van de National Trust. Architect Stanley Heaps ontwierp een station in de moderne Europese stijl die elders op de Piccadilly-lijn door Charles Holden werd gebruikt, aan de hand van schetsen die Holden al voor het station had getekend. Het ontwerp kent wanden van baksteen met grote raampartijen met metalen kozijnen, daken van gewapend beton en een bakstenen toren met daarop een betonnen "obelisk", Deze toren is vermoedelijk geïnspireerd op gebouw van het dagblad de Telegraaf in Amsterdam, dat Holden bezocht als onderdeel van een studiereis naar Nederland. Tijdens de bouw werd het openbaar vervoer in Londen op 1 juli 1933 genationaliseerd in London Transport.
De president-directeur van London Transport, Frank Pick, bestempelde de stations die de stijl van Holden volgden maar niet door hem waren ontworpen als Holdenesque omdat ze volgens hem geen aandacht voor detail hadden. Het station werd in 1987 op de monumentenlijst gezet. De plaatsing van liften om het station rolstoeltoegankelijk te maken werd in 2009 opgeschort in verband met geldgebrek. Transport for London onderbouwde dit met de geringe reizigers aantallen en de nabijheid van Hounslow East dat al wel rolstoeltoegankelijk was. In 2017 kwam de bekostiging alsnog rond en de werkzaamheden zouden in 2018 beginnen. In oktober 2021 was het werk gereed en was Osterley het 89e rolstoeltoegankelijke station van het metronet. Osterley is het dichtstbijzijnde metrostation voor de kantoren van Sky in de buurt van Gillette Corner. Sky laat elke 15 minuten een eigen pendelbus rijden van en naar het station tijdens verlengde kantooruren voor bezoekers en personeel.